# Litschau (Herrschaft)

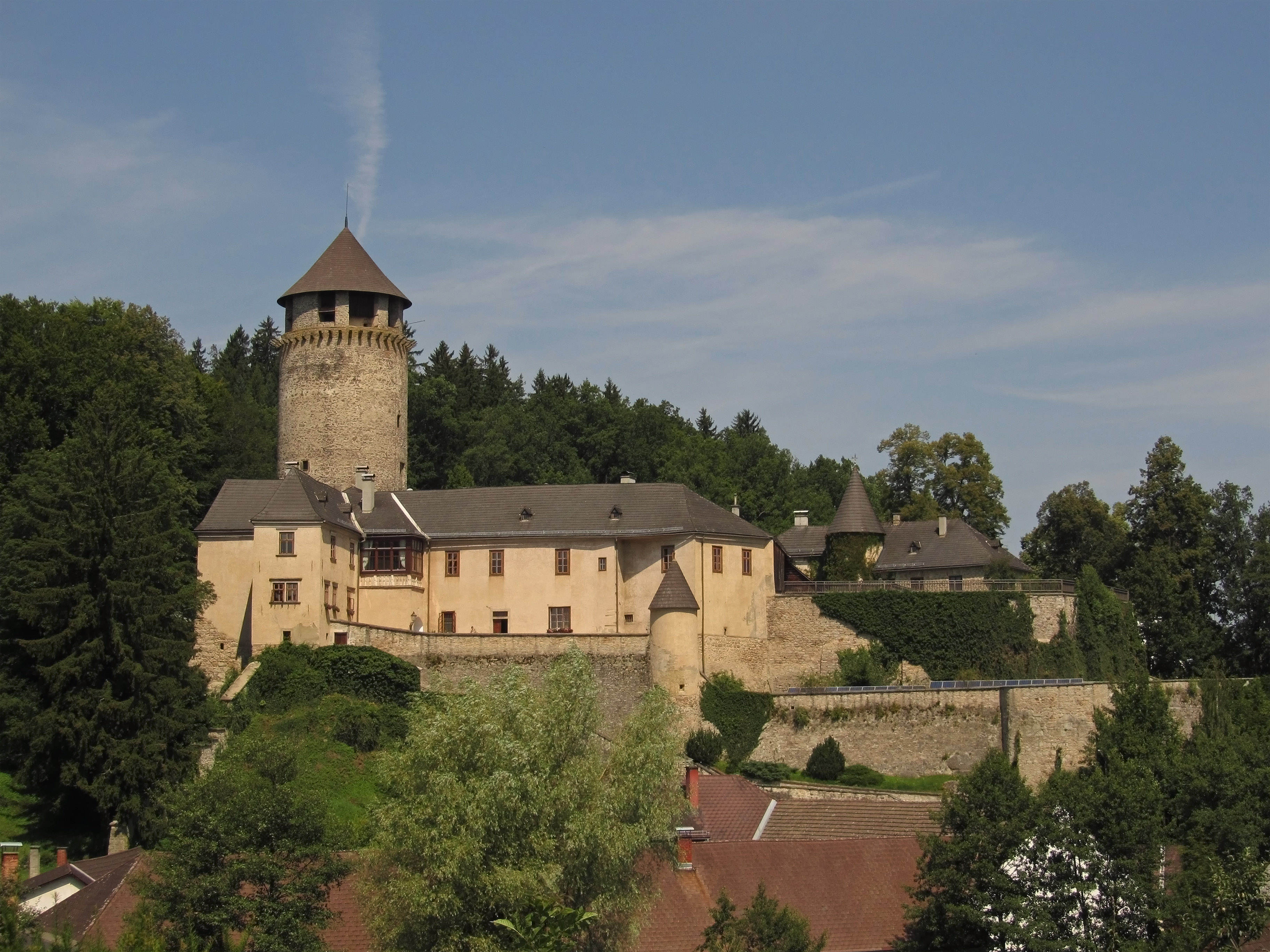
Schloss Litschau, Sitz der Verwaltung (2012)

Die Herrschaft Litschau war eine frühneuzeitliche niederösterreichische Grundherrschaft der Reichsgrafen Kuefstein, welche rund um den gleichnamigen Zentralort Litschau im nördlichen Waldviertel angelegt war und von 1687 bis 1763 Bestand hatte.

## Geschichte
Am 12. Mai 1687 hatte Hans Georg IV. von Kuefstein die Herrschaft Litschau (samt den beiden landesfürstlichen Lehensgütern Reingers und Reitzenschlag) von Isabella Maria Ottokolek von Augezd (geb. Poiger von Poige) um 45.000 Gulden erworben; dazu erwarb er im selben Jahr auch das Gut Grünau. Nach seinem Tod 1699 gingen alle Besitzungen an dessen Witwe Anna Franziska, geb. Freiin Hocher von Hohenkrän, über. Diese in der Litschauer Herrschaftsgeschichte als stiftungsfreudig in Erinnerung gebliebene Gräfin – sie stiftete unter anderem eine Bruderschaft und ein Spital – starb 1722 in Litschau, und ihr Sohn Johann Anton I. übernahm sodann die Herrschaft. Als derselbe 1740 (ebenfalls in Litschau) starb, ging die Herrschaft an dessen Witwe Maria Antonia, geb. Gräfin von Rottal, über. 1754 übergab sie diese ihrem Sohn Johann Anton II., welcher bereits 1757 starb und einen 3½-jährigen Sohn, Johann Franz Anton, hinterließ. Aufgrund der Minderjährigkeit des Erben wurde die Herrschaft von dessen Stiefvater Johann Philipp von Diller verwaltet, ab 1761 von Graf Johann Franz von Fünfkirchen. Mittlerweile war bereits eine massive Verschuldung des Besitzes eingetreten, sodass dieser 1763 schließlich verkauft werden musste, und zwar an den Reichsgrafen Christian August von Seilern und Aspang. Letzter Inhaber der Fideikommissherrschaft war Josef August Graf von Seilern und Aspang, bevor die Herrschaft nach den Reformen 1848/1849 aufgelöst wurde.

## Hauptort der Herrschaft
Verwaltungssitz der Herrschaft war die Kleinstadt Litschau, wo sich auf einer Anhöhe das Ensemble der herrschaftlichen Gebäude, ausgehend von der Burg, befand. Die bildlichen Quellen zu Stadt und Herrschaftssitz vermitteln einen detailreichen und lebendigen Eindruck vom Erscheinungsbild der Stadt im 18. Jahrhundert und zeigen diese von einer Stadtmauer umgeben und mit einer Vielzahl an Türmen versehen. Das 1608 bis 1610 erbaute obere Stadttor mit Turm und spitzem Dach bildete eine markante, heute gänzlich verschwundene architektonische Komponente des frühneuzeitlichen Litschau. Zusammen mit dem Zwiebelturm der Stadtpfarrkirche, dem Zwiebelhelm auf dem Rathaus, dem spitzen Dach des unteren Stadttors, dem romanischen Bergfried der Hochburg, dem barocken Zwiebelturm der ehemaligen Schlosskapelle auf der Vorburg und dem Türmchen der Kapelle des herrschaftlichen Spitals daneben, vermittelten Stadt und Herrschaftssitz eine aus der Perspektive der sie umgebenden Untertanendörfer und deren Bewohner sicherlich beeindruckende Silhouette. Dennoch präsentierte sich Litschau in der ersten Hälfte des 18. Jahrhunderts als Ackerbürgerstadt; jeder (oftmals gewerbetreibende) Bürger führte auch eine Landwirtschaft. Darüber hinaus konzentrierten sich in der Stadt bzw. am Fuße der Burg auch die herrschaftlichen Gewerbebetriebe wie Meierhof, Schmiede, Brauhaus, Herrschaftswirtshaus und -fleischbank.

## Religiöse Situation
Die Pfarrkirche für gut die Hälfte der zur Herrschaft zählenden Orte war die spätgotische Stadtpfarrkirche zum Heiligen Michael, welche auch Sitz der sehr präsenten und stark frequentierten Arme-Seelen-Bruderschaft war. In der ersten Hälfte des 18. Jahrhunderts war der Stadtpfarrer auch – in unterschiedlichem Ausmaß – Zehentherr in einigen der zur Pfarre zählenden Dörfer. Seit der Zeit der Gegenreformation in der ersten Hälfte des 17. Jahrhunderts war die wirtschaftlich gut dotierte Pfarre eine Filiale der Propstei Eisgarn, die Vikare nach Litschau entsandte. Der um die Kirche angelegte, mit einer Mauer eingefasste Friedhof bildete in der ersten Hälfte des 18. Jahrhunderts für gut die Hälfte der zur Herrschaft zählenden Dörfer die einzige Begräbnisstätte.

## Rückblick auf die Zeit vor 1687
Im vorangegangenen 17. Jahrhundert hatte die Herrschaft Litschau – Untertanen wie Obrigkeiten – vor allem in der Zeit des Dreißigjährigen Krieges große wirtschaftliche Einbußen erlitten, deren Nachwirkungen auch die zweite Hälfte des 17. Jahrhunderts dominierten. So wurden Stadt und Burg zwischen 1618 und 1648 mehrmals belagert, eingenommen und geplündert; kaiserliche und ausländische Truppen mussten über lange Zeiträume beherbergt und verproviantiert werden. Auch war Litschau Sammelplatz für das kaiserliche Heer. Nach 1648 (und noch bis 1683) waren immer wieder Regimenter in der Stadt einquartiert; dazu fanden auch mehrere Durchmärsche von Regimentern statt. Eine wirtschaftlich besonders negative Folge der militärischen Ereignisse, das teilweise jahrelange Sperren der alten Handelsstraßen, welche durch Litschau führten und die Verbindung in den südböhmischen Raum darstellten, führte dazu, dass neue Strecken für Verkehr und Transport errichtet wurden, welche den Raum Litschau umgingen. Die Erträge der Stadtmaut gingen massiv zurück; deren auf sechs Ortschaften verteilte Filialen mussten aufgelassen werden. Militärische Verproviantierung und Einquartierung, die Verpflichtung zu Vorspanndiensten und die zu erbringenden Sondersteuern (sog. Anschläge) zogen eine Verarmung, die Verödung von Hausstellen und die Verschuldung der Stadt nach sich; dazu kamen die Schäden nach einem Orkan (1663) und einem Feuer (1667). Darüber hinaus bewirkten die Maßnahmen der Gegenreformation im 17. Jahrhundert einen Exodus von an die 200 bis 300 lutherischen Bewohnern, welche in die protestantischen Territorien des Reichs emigrierten. Um die Mitte der 1680er-Jahre sollen zur Herrschaft nur mehr 93 untertänige Häuser gezählt haben.

## Wirtschaftliche Situation
Betrachtet man die Herrschaft Litschau der ersten Hälfte des 18. Jahrhunderts hinsichtlich ihrer Wirtschaftsstruktur, so waren die Untertanen vorrangig in der Landwirtschaft tätig. Auch die in Stadt und Dorf lebenden Handwerker – etwa Binder, Wagner oder Weber – kombinierten ihr Gewerbe mit einer Landwirtschaft. In vielen Häusern wurden die Verarbeitung von Flachs zu Garn – also das Spinnen – und die Herstellung von Leinwand – das Weben – ausgeübt. Darüber hinaus wurde auch Schafwolle versponnen und verwoben sowie Mischgewebe aus Leinen und Wolle erzeugt. Die bäuerlichen Lehen waren unterschiedlich groß und reichten vom Viertel- über das Eineinhalblehen bis hin zum Hofbauerngut. Daneben gab es auch Kleinhäusler, Hüttler, Kalupper und Inwohner. Auf den größeren Höfen arbeiteten Knechte und Mägde. Angebaut wurden – neben Flachs – überwiegend die Getreidesorten Roggen und Hafer, viel seltener Weizen und Gerste. Neben der Haltung von Ochsen – vor allem als Zugtiere – waren Kühe, Schweine, Schafe und Hühner vertreten. Die Haltung von Ziegen, Gänsen und Enten war hingegen viel seltener anzutreffen. Pferde waren nur wenig verbreitet und stellten in der Regel die Reittiere der Oberschicht dar. Die Mühlenlandschaft war stark ausgeprägt; fast in jedem Ort der Herrschaft gab es zumindest eine oder mehrere Betriebsstätten wie Mahl-, Hammer- oder Sägemühlen, dazu auch Stampfen und Walken. Dazu kamen etliche herrschaftliche Meierhöfe und Schäfereien, Wirtshäuser, eine Taverne, ein Brauhaus und eine Glashütte. Die herrschaftlichen Gewerbebetriebe wurden entweder in Eigenregie geführt oder aber in Pacht vergeben.

## Geografischer Umfang der Herrschaft
In der ersten Hälfte des 18. Jahrhunderts zählten folgende Orte zur Herrschaft Litschau:
- die Patrimonialstadt Litschau inkl. der Vorstadt
- die Dörfer Hörmanns bei Litschau, Loimanns, Reitzenschlag (als landesfürstliches Lehen), Schlag, Saaß und Schönau bei Litschau (heute Katastralgemeinden der Gemeinde Litschau)
- Haugschlag, Griesbach, Rottal und Türnau (heute Katastralgemeinden von Haugschlag)
- Reingers (als landesfürstliches Lehen), Hirschenschlag, Grametten, Illmanns, Leopoldsdorf und Saghäuser (heute Katastralgemeinden von Reingers)
- Groß-Radischen (heute Katastralgemeinde von Eisgarn)
- Steinbach (heute Katastralgemeinde von Brand-Nagelberg)
- Kleinpertholz (heute Katastralgemeinde von Heidenreichstein)
- Eggern und Reinberg-Litschau (heute Katastralgemeinden von Eggern)
- Langegg (heute Katastralgemeinde von Schrems)
- Eschenau (teilweise; heute Katastralgemeinde von Vitis)
- Reibers (teilweise; heute Katastralgemeinde von Dobersberg)
- Grünau (heute Katastralgemeinde von Windigsteig).[7]

Im 19. Jahrhundert werden noch folgende Orte genannt:
- Schandachen (als landesfürstliches Lehen)
- Seilerndorf
- Glashütten
- Kainraths

## Amtsträger bzw. leitende Herrschaftsbeamte
- 1687–1713: Johann Gstettner als Pfleger, Kastner, Burgvorsteher und Hauptmann
- 1703–1704: Johann Stanislaus Höger als Pfleger und Landgerichtsverwalter
- 1713, 1721–1725: Gregor Hable als Prokurator
- 1716–1722: Matthias Franz Gegenbauer als Verwalter, Pfleger und Burgvorsteher
- 1729–1748: Johann Joseph Aigner als Wirtschaftsverwalter und Pfleger
- 1751: Franz Ferdinand Aigner als Verwalter[8]